# Guts & Skins
Guts & Skins (deutsch Eingeweide und Häute) ist ein Jazzalbum von Ingebrigt Håker Flaten und Paal Nilssen-Love. Die vom 11. bis 13. Mai 2022 bei Liveauftritten entstandenen Aufnahmen erschienen am 26. Mai 2023 auf Sonic Transmissions Records/PNL Records.

## Hintergrund
Der Bassist Ingebrigt Håker Flaten und der Schlagzeuger Paal Nilssen-Love wirken seit drei Jahrzehnten zusammen, seit sie mehr oder weniger gleichzeitig in Norwegen ihr Studium am Musikkonservatorium Trondheim begannen. Sie spielten zusammen im Ensemble The Thing des Saxophonisten Mats Gustafsson, in Atomic, im Scorch Trio mit dem Gitarristen Raoul Björkenheim und in vielen weiteren Kontexten.
Das Album entstand mit einer All-Star-Gruppe von Musikern als Ensemble-Projekt, das ursprünglich für das 40-jährige Jubiläum der Jazzabteilung des Konservatoriums für Musik in Trondheim geplant war. Als die Organisatoren des Trondheim Jazz Festival 2019 die beiden Musiker baten, etwas zu dem Jubiläum zu unternehmen, wurde beschlossen, eine Ad-hoc-Band zusammenzustellen. Das Ergebnis war ein Oktett von Musikern, mit denen sie in den letzten Jahren zusammengearbeitet hatten und/oder zusammenarbeiten wollten: Isabelle Duthoit, Hanne De Backer, Signe Emmeluth, Magnus Broo, Alexander Hawkins und Johan Holmegaard. Mit massiven Verzögerungen aufgrund der COVID-19-Pandemie wurde das Album schließlich im Laufe von drei Tagen im Mai 2022 bei Konzerten mitgeschnitten, im Nasjonal Jazzscene, Oslo, beim Jazzfest Trondheim und beim Maijazz in Stavanger.

## Titelliste

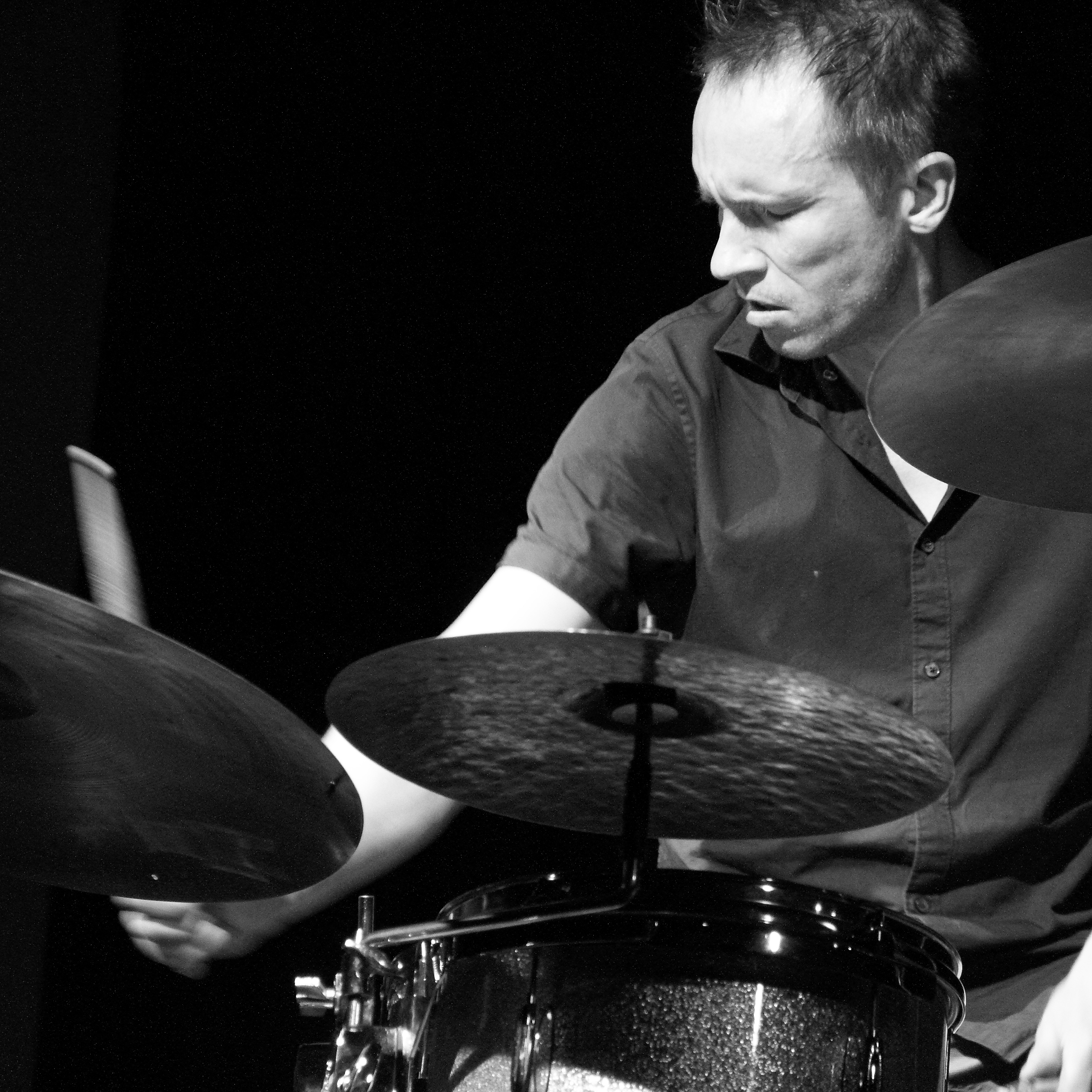
Paal Nilssen-Love bei einem Auftritt mit Joe McPhee im club W71, Weikersheim 2017

- Ingebrigt Haker Flaten & Paal Nilssen-Love: Guts & Skins (Sonic Transmissions Records STRCD13/PNL Records PNL058)[2]

1. Part 1 6:55
2. Part 2 8:19
3. Part 3 8:16
4. Part 4 7:31
5. Part 5 6:34
6. Part 6 8:02
7. Part 7 11:28

## Rezeption
Diese Band habe eine Reihe von zum Teil ultradichten, oft donnernden, aber dennoch gut strukturierten Free-Jazz-orientierten und frei improvisierten Stücken präsentiert, von denen besonders „Guts & Skins Part 2“ durch seine fieberhafte und ahnungsvolle Dschungel-Voodoo-Atmosphäre hervorsteche, schrieb Baze Djunkiii (nitestylez), wohingegen das nachfolgende „Guts & Skins Part 3“ mit einem überraschend konservativen Jazz-Ansatz daherkomme, zumindest für ein paar Minuten, beginnt „Guts & Skins Part 4“ mit wohl bedrohlichen Niederfrequenzverschiebungen von fast tektonischer Qualität, um dann mit eindringlichem Dark-Jazz-Piano-Minimalismus und dämonischen Gesangstechniken zu enden, während „Guts & Skins Part 7“ das Ganze mit einer überraschend sehnsüchtigen und romantischen Late-Night-Note abrunde und dieses Album wahrscheinlich zur zugänglichsten Veröffentlichung von PNL Records macht.
Sensibilisierter freier Lärm weiche häufig intensivem Grollen, Drone-Wellen oder Afro-Funk-Jubel, ein Ensemble, das kompromisslos viele Geschmäcker bedient, meinte Martin Longley. Furchteinflößend!
„Part 1“ würde eine ziemlich genaue Einführung in ihren Stil bieten, schrieb Phil Freeman (Ugly Beauty/Stereogum) – er sei schrill und explosiv, lasse sich aber zuweilen auch in bemerkenswert subtilen Interaktionen entfalten.